# Mihrdat IV d'Ibérie
Pour les articles homonymes, voir Mithridate.
Mithridate ou Mihrdat IV d’Ibérie (en géorgien : მირდატ IV, latinisé en Mithridates) est un roi d’Ibérie de la dynastie des Chosroïdes, ayant régné de 409 à 411.

## Biographie
Mihrdat IV est le fils de Varaz-Bakour II d'Ibérie et de la fille de Trdat Ier. Il succède à son demi-frère aîné Pharasman IV d'Ibérie.
Selon la Chronique géorgienne, il ne règne que deux ans. Il aurait été « un guerrier intrépide mais sans foi ni crainte de Dieu ». Il ne « servit pas le Seigneur, ne bâtit pas d’église et par son arrogance devint l’ennemi des Grecs [c.-à-d. de l’Empire romain d’Orient] et des Perses ». Défait par les Sassanides, il est capturé et déporté en Iran où il meurt.